# Sergent Ionel Ștefan
Sergent Ionel Ștefan – wieś w Rumunii, w okręgu Buzău, w gminie Rușețu. W 2011 roku liczyła 233 mieszkańców. 